# Liste der Kulturdenkmale in Rosenberg (Baden)
In der Liste der Kulturdenkmale in Rosenberg sind unbewegliche Bau- und Kunstdenkmale aller Ortsteile von Rosenberg im Neckar-Odenwald-Kreis aufgeführt. Grundlage für diese Liste ist die vom Regierungspräsidium Karlsruhe herausgegebene Liste der Bau- und Kunstdenkmale mit Stand vom 15. Februar 2012.
Diese Liste ist nicht rechtsverbindlich. Eine rechtsverbindliche Auskunft ist lediglich auf Anfrage bei der Unteren Denkmalschutzbehörde der Gemeinde Rosenberg erhältlich.

## Allgemein
- Bild: Zeigt ein ausgewähltes Bild aus Commons, „Weitere Bilder“ verweist auf die Bilder im Medienarchiv Wikimedia Commons.
- Bezeichnung: Nennt den Namen, die Bezeichnung oder die Art des Kulturdenkmals.
- Lage: Straßenname und Hausnummer oder Flurstücknummer des Kulturdenkmals, gegebenenfalls auch den Ortsteil. Die Grundsortierung der Liste erfolgt nach dieser Adresse. Der Link (Karte) führt zu verschiedenen Kartendiensten mit der Position des Kulturdenkmals. Fehlt dieser Link, wurden die Koordinaten noch nicht eingetragen. Sind diese bekannt, können sie über ein Tool mit einer Kartenansicht einfach nachgetragen werden. In dieser Kartenansicht sind Kulturdenkmale ohne Koordinaten mit einem roten bzw. orangen Marker dargestellt und können durch Verschieben auf die richtige Position in der Karte mit Koordinaten versehen werden. Kulturdenkmale ohne Bild sind an einem blauen bzw. roten Marker erkennbar.
- Datierung: Baubeginn, Fertigstellung, Datum der Erstnennung oder grobe zeitliche Einordnung entsprechend des Eintrags in der zuständigen Denkmaldatenbank (Landesamt für Denkmalpflege Baden-Württemberg).
- Beschreibung: Kurzcharakteristik des Kulturdenkmals.

## Bau- und Kulturdenkmale der Gemeinde Rosenberg

### Bronnacker
Bau-, Kunst- und Kulturdenkmale in Bronnacker:
| Bild | Bezeichnung | Lage                         | Datierung | Beschreibung | ID |
| ---- | ----------- | ---------------------------- | --------- | ------------ | -- |
|      | Kapelle     | (Karte)                      |           | Kapelle      |    |
|      | Wegkreuz    | K 3955 (bei) (Karte)         |           | Wegkreuz     | BW |
|      | Wegkreuz    | Osterburkener Straße (Karte) |           | Wegkreuz     |    |
|      | Wegkreuz    | Osterburkener Straße (Karte) |           | Wegkreuz     |    |
|      | Wegkreuz    | Osterburkener Straße (Karte) |           | Wegkreuz     |    |
|      | Wegkreuz    | Merchinger Weg (Karte)       |           | Wegkreuz     | BW |

### Hirschlanden
Bau-, Kunst- und Kulturdenkmale in Hirschlanden:
| Bild | Bezeichnung         | Lage               | Datierung | Beschreibung                     | ID |
| ---- | ------------------- | ------------------ | --------- | -------------------------------- | -- |
|      | Evangelische Kirche | Ringstraße (Karte) |           | Evangelische Kirche Hirschlanden |    |
|      | Dekanatsgebäude     | (Karte)            |           | Dekanatsgebäude                  |    |
|      | Ehemaliger Bahnhof  | (Karte)            |           | Ehemaliger Bahnhof               |    |
|      | Denkmal             | (Karte)            |           | Denkmal                          |    |
|      | Kriegerdenkmal      | (Karte)            |           | Kriegerdenkmal                   |    |

### Rosenberg
Bau-, Kunst- und Kulturdenkmale im Hauptort Rosenberg (mit dem Dorf (ehem. Minderstadt) Rosenberg, der Ort Siedlung Dörrhof und die Wohnplätze Gaimühle und Talmühle):
| Bild           | Bezeichnung         | Lage                 | Datierung | Beschreibung                          | ID                       |
| -------------- | ------------------- | -------------------- | --------- | ------------------------------------- | ------------------------ |
| Weitere Bilder | St. Karl Borromäus  | Schloßstraße (Karte) |           | Katholische Kirche St. Karl Borromäus | Wikidata-Objekt anzeigen |
| Weitere Bilder | Evangelische Kirche | Schloßstraße (Karte) |           | Evangelische Kirche Rosenberg         |                          |
|                | Kirnaubrücke        | Hauptstraße (Karte)  |           | Kirnaubrücke Rosenberg                |                          |
|                | Flurkreuz           | B 292 (bei)          |           | Flurkreuz an der B 292 bei Rosenberg  |                          |

### Sindolsheim
Bau-, Kunst- und Kulturdenkmale in Sindolsheim (mit dem Dorf Sindolsheim (Marktrecht) und der Siedlung Mettelheim):
| Bild | Bezeichnung            | Lage                     | Datierung | Beschreibung | ID |
| ---- | ---------------------- | ------------------------ | --------- | --- | -- |
|      | Schloss Sindolsheim    | Götzinger Straße (Karte) |           | Schloss Sindolsheim |    |
|      | St. Laurentius         | Kirchenstraße (Karte)    |           | Evangelische Kirche St. Laurentius Sindolsheim                                                                                     |    |
|      | Ehemaliges Rathaus     |                          |           | Ehemaliges Rathaus |    |
|      | Kriegerdenkmal         | Lammstraße (Karte)       |           | Kriegerdenkmal |    |
|      | Brunnen bei der Kronen | Kronenstraße (Karte)     |           | Der Brunnen bei der Kronen in Sindolsheim geht auf einen der drei historischen Dorfbrunnen des Ortes aus der Zeit vor 1800 zurück. |    |